# Floresta de Herzl
A Floresta de Herzl (em hebraico: Yaar Herzl) é uma floresta de coníferas situada entre as cidades de Tel aviv e Jerusalém, em Israel. A floresta foi homenageada ao sionista Theodor Herzl. Grande parte das árvores foram plantadas artificialmente pelo Fundo Nacional Judaico (KKL). Espécies comuns da floresta são o cíclamen, pinheiro-de-Jerusalém, vários ranunculáceas e iridáceas.